# Fladfisk
Fladfisk, Heterosomata, eller flynderfisk er en artsrig gruppe, som er karakteriseret ved en flad krop, der er sammentrykt fra siderne; en fladfisk svømmer altså ikke på maven, men på siden. Fladfisk har ikke en svømmeblære.
Fladfisk lever og jager på bunden. De fleste arter lever i havet, men nogle fladfisk træffes også i ferskvand. Der findes næsten 700 arter af fladfisk. I Danmark kendes 15 arter.